# 攴夔
攴夔（1454年—？），字克敬，山西平陽府聞喜縣人，軍籍，明朝政治人物。

## 生平
山西鄉試第五十四名舉人，成化二十三年（1487年）中式丁未科會試第二百五十一名，三甲第一百七十八名進士。任袁州府知府。

## 家族
曾祖攴克禮；祖父攴企；父攴演，巡檢。母陳氏。具慶下。兄攴蘭，弟攴蕃。